# Shaj
Shaj (persiska: شاج) är en ort i Iran. Den ligger i provinsen Khorasan, i den östra delen av landet, 800 km öster om huvudstaden Teheran. Shaj ligger 1 759 meter över havet och antalet invånare är 187.
Terrängen runt Shaj är huvudsakligen kuperad, men åt nordväst är den platt. Runt Shaj är det glesbefolkat, med 12 invånare per kvadratkilometer. Närmaste större samhälle är Bar Kuk, 18,5 km väster om Shaj. Trakten runt Shaj är ofruktbar med lite eller ingen växtlighet.